# Lac de Restello
Le lac Restello est un point d'eau situé au fond de la vallée de Lapisina, dans la municipalité italienne de Vittorio Veneto (province de Trévise). 
Sur les rives de ce bassin artificiel se trouve la tour de San Floriano, l'église du même nom et le haut viaduc de Restello de l'autoroute A27. Le toponyme fait référence aux problèmes de santé (italien : restelli di sanità), barrières établies par la république de Venise pour empêcher la propagation des épidémies par le contrôle du trafic. 